# Gui-myeon
Gui-myeon (koreanska: 구이면)  är en socken i Sydkorea. Den ligger i kommunen Wanju-gun i provinsen Norra Jeolla, i den centrala delen av landet, 210 km söder om huvudstaden Seoul.